# Wilson (Kansas)
Wilson – miasto położone w Hrabstwie Ellsworth.